# RAS (gene)
RAS é um gene humano que pode sofrer uma mutação responsável por um tipo de câncer. Pertence ao grupo dos oncogenes.
A ativação do proto oncogene RAS por mutações de ponto é a alteração genética mais frequente encontrada em tumores espontâneos da tireóide.
A proteína Ras, traduzida pelo oncogene ras é um transdutor de sinal extracelular, responsável  pela transmissão de informações da membrana celular para o núcleo.É uma proteína acoplada na face interna da membrana que atua na regularização das vias do AMPc e Cálcio, também de várias protéinas quinase. São ligantes de GTP e GDP.Seu aumento costuma ser associado à formações de tumores na tireóide.
Arq Bras Endocrinol Metab 2003;47/6:721-727
A proteína Ras participa da transmissão recebida por um receptor que é uma cinase de tirosina (receptor catalítico) levando a informação, através de vários estágios, até o interior do núcleocelular para estimular a diferenciação e a multiplicação da célula. Nos tecidos normais, as células se multiplicam somente em certos momentos, mas nas células cancerícenas a multiplicação é desordenada, pois os mecanismos que levam a proliferação da célula estão ativados de modo permanente